# Adio
Az Adio (magyarul: Viszlát) a montenegrói Knez dala, mellyel Montenegrót képviselte a 2015-ös Eurovíziós Dalfesztiválon, Bécsben. A dal belső kiválasztás során nyerte el az eurovíziós indulás jogát, és 2015. március 17-én mutatták be nyilvánosan.

## Eurovíziós Dalfesztivál
A dalt az Eurovíziós Dalfesztiválon először a május 21-i második elődöntőben adta elő, fellépési sorrendben negyedikként a San Marinót képviselő Anita Simoncini és Michele Perniola Chain of Lights című dala után, és a Máltát képviselő Amber Warrior című dala előtt. Az elődöntőből a kilencedik helyen jutott tovább a május 23-i döntőbe, ahol fellépési sorrendben tizenhatodikként lépett fel a Görögországot képviselő Maria-Elena Kyriakou One Last Breath című dala után, és a Németországot képviselő Ann Sophie Black Smoke című dala előtt. A pontozás során a tizenharmadik helyen végzett 44 ponttal.
A következő montenegrói induló a Highway The Real Thing című dala volt a 2016-os Eurovíziós Dalfesztiválon.